# The Marrying Man

The Marrying Man is een Amerikaanse romantische komedie uit 1991 geregisseerd door Jerry Rees

## Verhaal
De rijke Charley Pearl, een werkloze playboy die zijn tijd spendeert aan speedboten en snelle auto's, is verloofd met Adele. Horner, de grofgebekte vader van Adele, vindt dat Charley geen ambities heeft en zich daarover ook niet schuldig voelt.
Charley gaat met zijn vrienden Phil, Sammy, Tony en George op weekend. Zijn doel is zo snel mogelijk terug te keren naar Adele, maar wanneer ze op de terugrit stoppen in El Rancho Vegas raakt hij geïntegreerd door zangeres Vicki Anderson wat wederzijds is. Ze belanden ‘s nachts in bed, maar worden betrapt door Bugsy Siegel. Hij neemt hen mee naar een vrederechter die hen dwingt te trouwen. De volgende dag staat er in de krant een foto over dit huwelijk alsook een artikel over de verloving van Charley met Adele. Charley wil nog altijd met Adele trouwen en het huwelijk met Vicki wordt nietig verklaard.
Doch als Charley enige tijd later Vicki opnieuw ziet, hertrouwen ze. Lew stuurt misdadigers naar Charley om hem af te tuigen. Vicki heeft een aanbod gekregen dat haar carrière een boost zal geven, maar moet onverwacht met Charley naar Boston verhuizen. De vader van Charley is namelijk overleden en Charley moet het familiebedrijf overnemen. Nadat Charley verschillende beloftes verbreekt, scheidt Vicki van hem.
Later ontmoeten Charley en zijn vrienden Vicki opnieuw in een nachtclub. Ze raken verwikkeld in een vechtpartij. Charley brengt Vicki in veiligheid en ze trouwen voor een derde keer. Als gebaar van dank richt Charley een dure filmstudio voor haar op, maar die gaat failliet waarbij Charley de schuld legt bij Vicki. Dat laatste is de reden waarom ze opnieuw scheiden.
Charley geraakt in een depressieve periode. Zijn vrienden vinden hem in een nachtclub waar hij vertelt een nieuwe richting in te slaan: computers. Op het podium brengt Vicki een act. Charley laat zijn vrienden een diamanten verlovingsring zien die Vicki niet veel later om haar vinger schuift.

## Rolverdeling
| Acteur         | Personage      |
| -------------- | -------------- |
| Alec Baldwin   | Charley Pearl  |
| Kim Basinger   | Vicki Anderson |
| Robert Loggia  | Lew Horner     |
| Elisabeth Shue | Adele Horner   |
| Armand Assante | Bugsy Siegel   |
| Paul Reiser    | Phil           |
| Fisher Stevens | Sammy          |
| Steve Hytner   | George         |
| Kristen Cloke  | Louise         |
| Peter Dobson   | Tony           |
| Kathryn Layng  | Emma           |
| Jeremy Roberts | Gus            |
| Big John Studd | Dante          |

## Nominatie
| Westrijd                     | Categorie        | Ontvanger(s)  | Resultaat   | Ref.  |
| ---------------------------- | ---------------- | ------------- | ----------- | ----- |
| Golden Raspberry Awards 1991 | Slechtste actice | Kim Bassinger | Genomineerd | [ 2 ] |